# ISO 13857
Die Norm ISO 13857 ist eine sicherheitsspezifische Norm. Sie ist als EN ISO 13857 im Amtsblatt der EU unterhalb der Maschinenrichtlinie gelistet. Daher geht von ihr die Vermutungswirkung bei der Konformitätsbewertung von Maschinen aus.

## Einordnung
Die Norm beschäftigt sich mit den Sicherheitsabständen sowohl für die oberen als auch die unteren Gliedmaßen zu Gefährdungsbereichen. Dabei wird das Hinaufreichen, Hinüberreichen, Herumreichen und Hindurchreichen mit den oberen Gliedmaßen, sowie der Zugang mit den Unteren Gliedmaßen berücksichtigt.
Die Sicherheitsabstände sind geeignet für die Absicherung von maschinellen Gefährdungen (z. B. Roboter, Stanzen, Pressen). Dabei wird zwischen dem Zugang in öffentlichen Bereichen und gewerblichen Bereichen differenziert. Anthropometrische Unterschiede werden dementsprechend nach Altersgruppen (ab 3 Jahren; ab 14 Jahren) berücksichtigt.
Neu seit 2019 sind die klare Definition eines Ganzkörperzuganges bei schlitzförmigen Öffnungen größer 180 mm sowie zusätzliche Anforderungen gegen vorhersehbares Umgehen von Schutzeinrichtungen.